# Renia
Renia is een geslacht van vlinders van de familie spinneruilen (Erebidae).

## Soorten
- R. acclamalis Walker, 1858
- R. accola Dognin, 1914
- R. adspergillus Bosc, 1800
- R. atrimacula Smith, 1910
- R. bendialis Guenée, 1854
- R. bipunctalis Schaus, 1906
- R. bipunctata Kaye, 1901
- R. clavalis Guenée, 1854
- R. decurialis Guenée, 1854
- R. discoloralis Guenée, 1854
- R. exserta Smith, 1909
- R. fimbrialis Schaus, 1916
- R. flavipunctalis Geyer, 1832
- R. fraternalis Smith, 1895
- R. hastatalis Walker, 1858
- R. hutsoni Smith, 1906
- R. inusta Hampson
- R. larvalis Grote, 1872
- R. lasiopoda Hampson
- R. monides Hampson
- R. morosalis Schaus, 1916
- R. mortualis Barnes & McDunnough, 1912
- R. nebulosa Hampson, 1924

- R. nemoralis Barnes & McDunnough, 1918
- R. orizarbalis Schaus, 1906
- R. orthosialis Guenée, 1854
- R. pulverosalis Smith, 1895
- R. punctinalis Guenée, 1854
- R. rhamphialis Guenée, 1854
- R. rhetusalis Walker, 1858
- R. rigida Smith, 1905
- R. rufizona Hampson
- R. salusalis Walker, 1859
- R. sobrialis Walker, 1859
- R. subterminalis Barnes & McDunnough, 1912
- R. testacealis Guenée, 1854
- R. turpis Schaus, 1912
- R. vinasalis Schaus, 1912